# Dibbet Willem Peter Wisboom

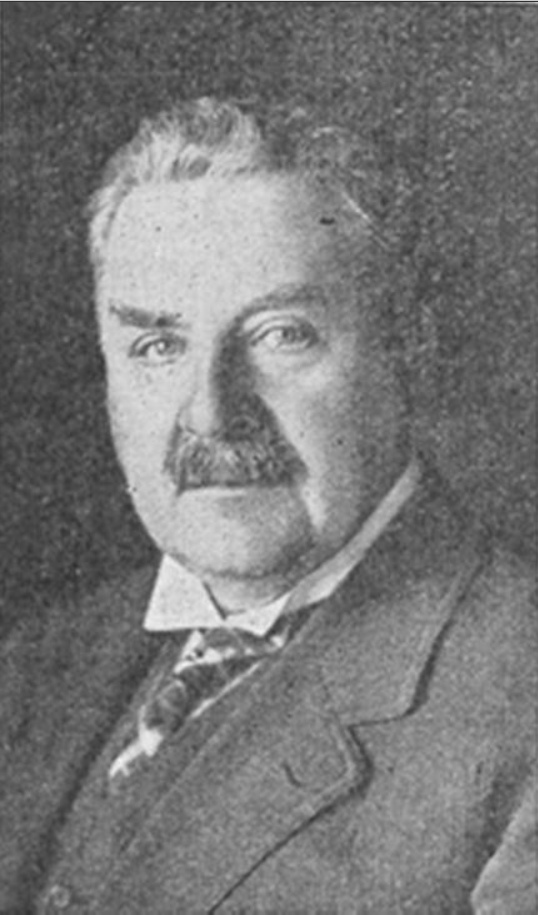
Dibbet Wisboom

Dibbet Willem Peter Wisboom (Hardinxveld, 3 december 1860 - Worth-Rheden, 3 november 1939) was een Nederlands waterbouwkundige, wethouder in Arnhem en commissaris bij verschillende bedrijven.

## Opleiding en werk als waterbouwkundige
Hij was de zoon van Baris Cornelis Wisboom en Adriana Verschoor. Na de HBS in Gorinchem ging hij in 1878 studeren aan de Polytechnische School te Delft. Hij was lid van het Delftsch Studenten Corps en van de roeivereniging Laga. In 1884 behaalde hij zijn diploma. Hij had het jaar daarvoor enkele maanden praktische ervaring opgedaan als buitengewoon opzichter van Rijkswaterstaat bij de werken voor de Baanhoekbrug. Na zijn afstuderen kwam hij in dienst van Rijkswaterstaat en hield zich bezig met de verbetering van de Dieze. Toen dit werk beëindigd was ondernam hij een waterbouwkundige studiereis naar Frankrijk.
In 1887 kwam hij weer bij Rijkswaterstaat in dienst bij de werken tot het verleggen van de Maasmond. Van 1 december 1887 tot 1 maart 1895 was hij adjunct-ingenieur met standplaats 's-Hertogenbosch. In die tijd was hij werkzaam bij het vergraven van het Oude Maasje, de bouw van de brug bij Heusden en bij de werken nabij het Keizersveer.

## Lokaal politicus en bestuurder
Hij trouwde op 11 april 1895 te Gorinchem met Suzanne Johanna Eva Müller. Zij kregen drie kinderen. Na zijn huwelijk stopte hij met het werk voor Rijkswaterstaat en vestigde zich op het landgoed Warnsborn bij Arnhem, dat hij in 1903 voor een woning in de stad Arnhem verwisselde. In datzelfde jaar werd hij voor de Liberale Staatspartij gekozen tot lid van de Arnhemse gemeenteraad en in 1910 volgde zijn benoeming tot wethouder van Publieke werken, welke functie hij tot 1919 heeft bekleed. In deze periode vielen de oorlogsjaren 1914-1918, waarin Arnhem veel van zijn talenten — ook meermalen als waarnemend burgemeester — heeft geprofiteerd.
In 1919 nam hij ontslag als wethouder en als lid van de raad en vestigde zich te Worth-Rheden. Na zijn echtscheiding op 20 oktober 1923 trok hij zich terug uit het publieke leven, maar nam een aantal commissariaten aan. Zo was hij meer dan 33 jaren president-commissaris van de Motorenfabriek Thomassen De Steeg N.V., die hij in 1906 mee had helpen oprichten, was hij president-commissaris van de Betuwsche Stoomtramweg-Maatschappij, commissaris van de Arnhemsche Hypotheekbank en de levensverzekeringsmaatschappij Vesta en meer.

## Opmerking
Het Wisboomgemaal in Kinderdijk is niet naar hem genoemd maar naar zijn neef Cornelis Bastiaan Wisboom (1858-1934), voorzitter van het waterschap De Overwaard en burgemeester van een aantal gemeenten in dit gebied.

## Publicaties
- D.W.P. Wisboom (1893), Verhouding tusschen de snelheid, gemeten aan de oppervlakte van een polderwaterleiding, en de gemiddelde snelheid in het doorstroomingsprofiel, Tijdschrift van het KIvI 1893—1894 Tweede afd., pp. 108-110.[1]